# 2番街 (マンハッタン)
2番街（にばんがい、英: Second Avenue（）、2nd Avenueとも表記）は、ニューヨーク市マンハッタン区の東側（イースト・サイド）を南北に貫く街路である。その南端はハウストン・ストリート、北端は128丁目と接している。128丁目にはハーレム・リバー・ドライブ (en) からの進入口があり、ハウストン・ストリート以南はクリスティ・ストリートへと接続している。2番街はマンハッタンの主要なアヴェニューの一つとして、1811年委員会計画によって設定された。
2番街は、自動車についてはダウンタウンへ向かう南行きの一方通行の道となっている。125丁目から2番街の南端であるハウストン・ストリートまでの区間には左（東）側に自転車専用レーンが設けられている。55丁目 (en) から34丁目までの区間の自転車専用レーンは、（国連本部を迂回するために）この辺りで途切れてしまうマンハッタン・ウォーターフロント・グリーンウェイを補う迂回路となっている。2番街はマンハッタン区内の数多くの近隣地区を通過しているが、その中には（南から北へ）ロウワー・イースト・サイド、イースト・ヴィレッジ、グラマシー・パーク、マーリー・ヒル、アッパー・イースト・サイド、ヨークヴィル (en)、スパニッシュ・ハーレムなどが含まれている。

## 歴史
ロウワー・イースト・サイドに含まれるダウンタウンの2番街周辺では、20世紀初頭にイディッシュ系の演劇が盛んに上演されており、この辺りの2番街は「イディッシュ・ブロードウェイ」として知られていた。現在では劇場は残っていないが、ユダヤ系移民文化の痕跡は数多く残っており、カシュルートのデリカテッセンやベイカリーなどがある。有名なセカンド・アヴェニュー・デリ (en) は永く当地にあったが、2006年に閉店し、後に東33丁目 (en) で再開店した。

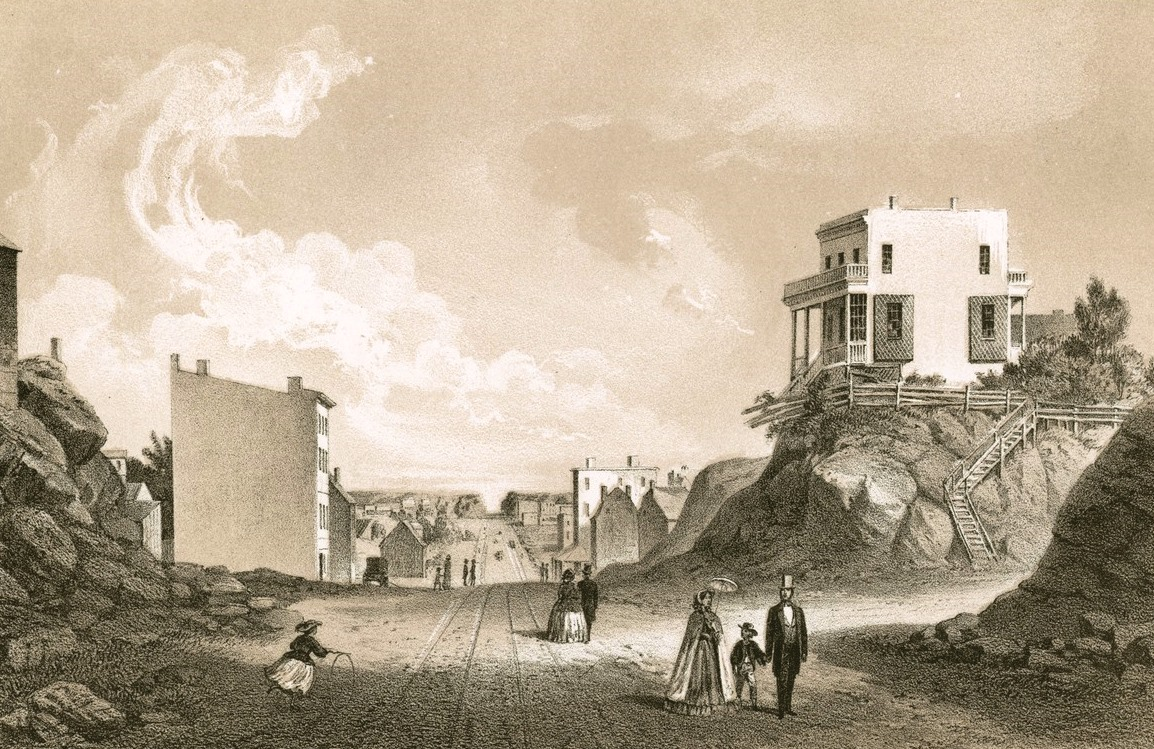
42丁目から北向きに見た2番街。（1861年）

かつて23丁目以北の2番街の上には、1880年から1942年6月13日の運行停止まで、高架鉄道であるIRT2番街線、通称「El（エル）」が走っていた。23丁目より南側では、高架鉄道は1番街を通り、さらにアレン・ストリート、ディヴィジョン・ストリート (en) へと伸びていた。この高架鉄道は騒音がひどい上に、汚かった（19世紀には煤煙を吐き出す蒸気機関車で牽引されていた）。このため、19世紀末から20世紀はじめの2番街の地価は低めに抑えられていた。この高架鉄道の存在もあって、当時建てられた建物の多くは労働者階級向けの安アパートであるテネメント (en) であった。この路線は1942年に廃止されたが、これは施設が荒廃し、時代遅れになっていたところへ第二次世界大戦が始まり、維持が不可能になったためであった。こうした歴史的背景もあり、高所得者層が居住する区域を数多く縦貫しているにもかかわらず、2番街の建物は、現在も総じて質素な造りを保っている。
ニューヨーク市地下鉄IND2番街線は、1919年以来、計画されてきたものである。2番街の下に地下鉄を通せば、IRTレキシントン・アベニュー線の混雑を緩和するものとなっており、同線は2番街線開業前はマンハッタンのイースト・サイドを縦貫する唯一の路線であった。この路線は、長年の間に別々に建設された短い区間から成っており、中には他の地下鉄路線の一部として使用される部分もあれば（例えば、グランド・ストリート駅）、使用されないままになっている部分もある（例えば、2番街駅の上の未使用の地下空間）。2番街線の地下空間の一部はニューヨーク電話会社 (en) に随時リース提供されており、同社の南北通信幹線に関係する機器などが設置されている。2007年4月12日、最終的に125丁目からファイナンシャル・ディストリクトまでを結ぶ計画路線の第1期建設工事が開始され、2017年に開業した。第1期では、現在は使われていないBMT63丁目線を、新線で北に延ばし、72丁目駅、86丁目駅、96丁目駅の各駅に接続させる工事が行われた。